# Priboj (gmina Lopare)
Priboj (cyr. Прибој) – wieś w Bośni i Hercegowinie, w Republice Serbskiej, w gminie Lopare. W 2013 roku liczyła 1285 mieszkańców.